# Willesley
Willesley är en by i civil parish Ashby-de-la-Zouch, i distriktet North West Leicestershire, i grevskapet Leicestershire i England. Byn är belägen 4 km från Measham. Willesley var en civil parish fram till 1936 när blev den en del av Ashby-de-la-Zouch, Oakthorpe and Donisthorpe och Measham. Civil parish hade 80 invånare år 1931. Byn nämndes i Domedagsboken (Domesday Book) år 1086, och kallades då Wiuleslei(e).